# Hans Magel
Hans Magel (* 12. Dezember 1905 in Darmstadt; † 29. Januar 1959 in München) war ein deutscher Schauspieler bei Bühne, Film und Fernsehen.

## Leben und Wirken
Magel begann seine Bühnenlaufbahn nach seiner Ausbildung in der Spielzeit 1934/35 am Hessischen Landestheater seiner Heimatstadt Darmstadt. Nahezu zeitgleich sah man ihn auch an den Kammerspielen von Heidelberg und anschließend in Frankfurt am Main, ehe er während des Zweiten Weltkriegs eingezogen und an der Ostfront eingesetzt wurde. Dort geriet er in sowjetische Kriegsgefangenschaft. Seit 1950 wieder als Schauspieler tätig, fand Hans Magel in diesem Jahr sowohl Anschluss an die Bühnenwelt wie auch an das Filmgeschäft. Die gesamten 1950er Jahre war er Ensemblemitglied der Kammerspiele München.
Magels Rollen waren zumeist recht klein; so wurde er an dem Kammerspielen als Geograph in Hacks’ “Eröffnung des indischen Zeitalters”, als Theaterkritiker in Saroyans “Die Unschuldigen”, als der zweite Gott in Brechts “Der gute Mensch von Sezuan”, als Sekretär Espinoza in Bruckners “Elisabeth von England” und als erster Schauspieler in Pirandellos “Sechs Personen suchen einen Autor” besetzt. In einem Nachruf hieß es im Deutschen Bühnen-Jahrbuch: “Unvergeßlich sind sein wundervoller Riccaut de la Marlinière in Lessings “Minna von Barnhelm”, sein Mephisto im “Urfaust”. Hans Magel war ein vorzüglicher Sprecher, ein prächtiger Mime”.
Hans Magel starb an einem Herzschlag in der Garderobe, unmittelbar nach einer Abendvorstellung von “Der tolle Tag” an Münchens Kammerspielen.

## Filmografie (komplett)
- 1950: Falschmünzer am Werk
- 1951: Die Tat des Anderen
- 1951: Der blaue Stern des Südens
- 1953: Sterne über Colombo
- 1954: Die Gefangene des Maharadscha
- 1956: Sommerliebe am Bodensee
- 1958: Alle Sünden dieser Erde
- 1958: Auferstehung
- 1958: Der kaukasische Kreidekreis
- 1958: … und nichts als die Wahrheit